# Thomas D. Eliot

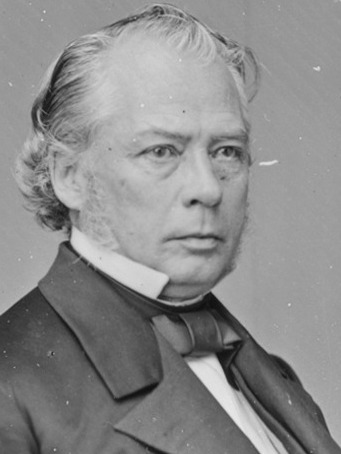
Thomas D. Eliot (um 1860–1865)

Thomas Dawes Eliot (* 20. März 1808 in Boston, Massachusetts; † 14. Juni 1870 in New Bedford, Massachusetts) war ein US-amerikanischer Politiker. Zwischen 1854 und 1869 vertrat er zweimal den Bundesstaat Massachusetts im US-Repräsentantenhaus.

## Leben
Thomas Eliot besuchte die öffentlichen Schulen in Washington, D.C. und studierte danach bis 1825 am Columbian College, der späteren George Washington University. Nach einem anschließenden Jurastudium und seiner 1831 erfolgten Zulassung als Rechtsanwalt begann er in New Bedford in diesem Beruf zu arbeiten. Politisch wurde er Mitglied der im Jahr 1835 gegründeten Whig Party. 1839 wurde er Abgeordneter im Repräsentantenhaus von Massachusetts; im Jahr 1846 gehörte er dem Staatssenat an.
Nach dem Rücktritt des Abgeordneten Zeno Scudder wurde Eliot bei der fälligen Nachwahl für den ersten Sitz von Massachusetts als dessen Nachfolger in das US-Repräsentantenhaus in Washington gewählt, wo er am 17. April 1854 sein neues Mandat antrat. Da er bei den regulären Wahlen des Jahres 1854 auf eine weitere Kandidatur verzichtete, konnte er bis zum 3. März 1855 nur die laufende Legislaturperiode im Kongress absolvieren. Diese war von den Ereignissen im Vorfeld des Bürgerkrieges geprägt. Nach der Auflösung der Whigs wurde Eliot zunächst Mitglied der Free Soil Party. Im Jahr 1855 war er Delegierter auf deren Bundesparteitag. Danach schloss er sich der 1854 gegründeten Republikanischen Partei an. Im Jahr 1857 lehnte er eine ihm angetragene Kandidatur für das Amt des Attorney General seines Staates ab.
1858 wurde Thomas Eliot erneut im ersten Distrikt seines Staates in den Kongress gewählt, wo er am 4. März 1859 Robert Bernard Hall ablöste, der 1855 sein Nachfolger geworden war. Nach vier Wiederwahlen konnte er bis zum 3. März 1869 fünf weitere Legislaturperioden im Repräsentantenhaus verbringen. Diese waren von den Ereignissen des Bürgerkrieges und dessen Folgen überschattet. Seit 1865 war Eliot Vorsitzender des Committee on the Freedmen’s Bureau. Ab 1867 leitete er auch den Handelsausschuss. Seit 1865 war die Arbeit des Kongresses von den Spannungen zwischen der Republikanischen Partei und Präsident Andrew Johnson überschattet, die in einem nur knapp gescheiterten Amtsenthebungsverfahren gipfelten.
Im Jahr 1868 verzichtete Thomas Eliot auf eine weitere Kandidatur. Nach dem Ende seiner Zeit im US-Repräsentantenhaus praktizierte er wieder als Anwalt in New Bedford, wo er am 14. Juni 1870 verstarb.